# سان بندتو این پریلیس
سان بندتو این پریلیس (به ایتالیایی: San Benedetto in Perillis) یک کومونه در ایتالیا است که در استان لاکویلا واقع شده‌است. سان بندتو این پریلیس ۱۹٫۰۸ کیلومتر مربع مساحت و ۱۲۸ نفر جمعیت دارد و ۸۷۸ متر بالاتر از سطح دریا واقع شده‌است.